# Ian Dury
Ian Robbins Dury (Harrow, 12 maggio 1942 – Londra, 27 marzo 2000) è stato un cantautore e attore britannico, autore della celebre canzone Sex and drugs and rock'n'roll («Sesso, droga e rock'n'roll»).

## Biografia
Da bambino, quando aveva solo sette anni, si ammala di poliomielite. Guarisce, ma la malattia gli lascia difficoltà motorie alla parte sinistra del corpo.
Nei primi anni settanta lavora al Collegio delle Arti di Canterbury, mentre con il suo gruppo, i Kilburn and the High Roads (Kilburn High Road è una strada di Londra) suona nel circuito dei pub londinesi. Dopo l'incontro con Chaz Jankel, unitosi alla sua band nel 1976, trasforma il nome del gruppo in Ian Dury and The Blockheads.
Raggiunge la popolarità grazie anche al singolare slang in stile cockney che utilizza nei testi. Il successo internazionale arriva improvvisamente nel 1977 con la canzone Sex & Drugs & Rock & Roll - da lui scritta in coppia con Jankel - che rimarrà la canzone più famosa della sua carriera.
Nello stesso anno esce il primo album dei Blockheads, New Boots and Panties!!, che rimane in classifica per due anni. Nel dicembre 1978 esce Hit me with your rhythm stick, che diventa numero uno in Inghilterra.
Alla carriera di musicista ha affiancato una carriera di attore che lo ha visto protagonista di svariati film cinematografici e opere televisive, per un totale di 25 titoli. Tra essi prende parte al film Pirati di Roman Polański, Il cuoco, il ladro, sua moglie e l'amante di Peter Greenaway, Dredd - La legge sono io di Danny Cannon e Il corvo 2 - La città degli angeli di Tim Pope.
Dury muore a 57 anni di cancro. L'ultima sua registrazione vocale è presente nel brano Drip Fed Fred, realizzato in collaborazione con i Madness.

## Filmografia parziale
- Pirati, regia di Roman Polański (1986)
- Il cuoco, il ladro, sua moglie e l'amante, regia di Peter Greenaway (1989)
- Il ladro dell'arcobaleno, regia di Alejandro Jodorowsky (1990)
- Detective Stone, regia di Tony Maylam e Ian Sharp (1992), con Rutger Hauer e Kim Cattral
- Dredd - La legge sono io, regia di Danny Cannon (1995)
- Il corvo 2, regia di Tim Pope (1996)
- Sex & Drugs & Rock & Roll, regia di Mat Whitecross (2010)

## Discografia parziale

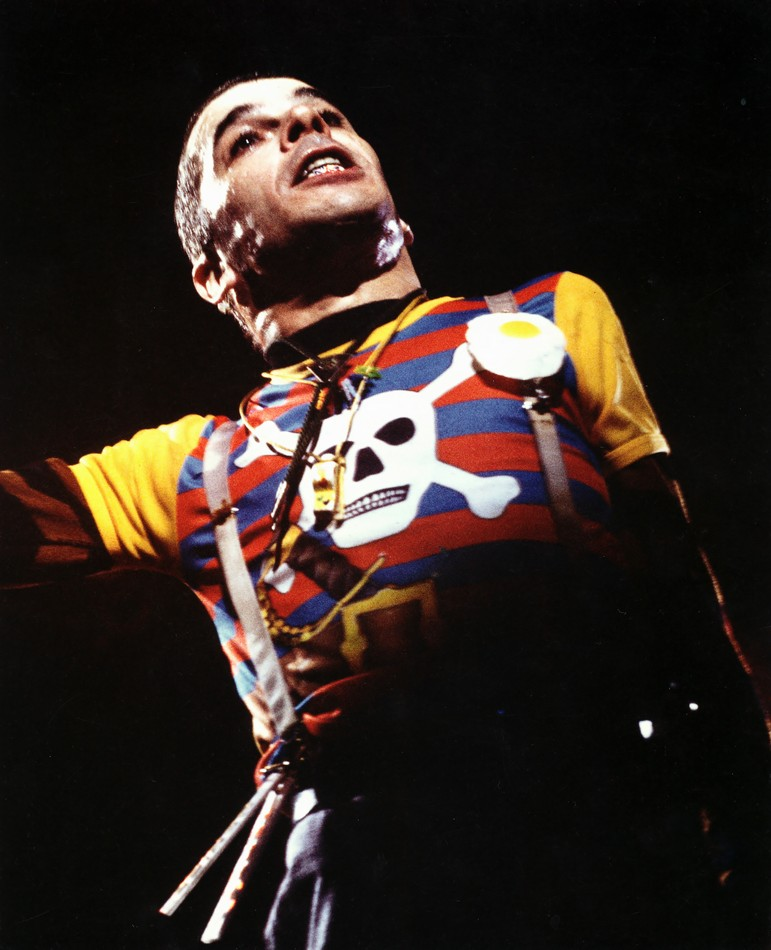
Ian Dury, live a Roundhouse, Chalk Farm, Londra 1978

### Discografia con Kilburn and the High Roads
Album in studio
- 1975 - Handsome
- 1977 - Wotabunch!

Raccolte
- 1983 - The Best Of Kilburn & The Highroads

### Discografia con Ian Dury & The Blockheads
Album in studio
- 1979 - Do It Yourself
- 1980 - Laughter
- 1987 - Sex & Drugs & Rock & Roll
- 1997 - Mr. Love Pants
- 2002 - Ten More Turnips From The Tip

Album dal vivo
- 1980 - Live! Warts 'n' Audience
- 2001 - Straight From The Desk

Singoli
Video
- 1984 - Hold On To Your Structure

### Discografia come Ian Dury & The Music Students
Album
- 1984 - 4,000 Weeks' Holiday

### Discografia solista
Album in studio
- 1977 - New Boots and Panties!!
- 1981 - Lord Upminster
- 1989 - Apples
- 1992 - The Bus Driver's Prayer & Other Stories

Singoli

## Doppiatori italiani
Nelle versioni in italiano delle opere in cui ha recitato, Ian Dury è stato doppiato da:
- Carlo Reali ne Il corvo 2
- Massimo Pizzirani in Detective Stone
- Mario Zucca ne Il corvo 2 (ridoppiaggio)